# Sophie Scholl
Sophia Magdalena Scholl (Forchtenberg, 1921. május 9. – München, 1943. február 22.) német diák és forradalmár, a Fehér Rózsa (Weiße Rose) elnevezésű erőszakmentes tiltakozó szervezet tagja volt a második világháború idején Németországban. Háborúellenes röplapok terjesztése miatt bátyjával együtt nyaktiló általi halálra ítélték. Az 1970-es évek óta Schollt a Harmadik Birodalom elleni ellenállás egyik hőseként tisztelik.

## Élete

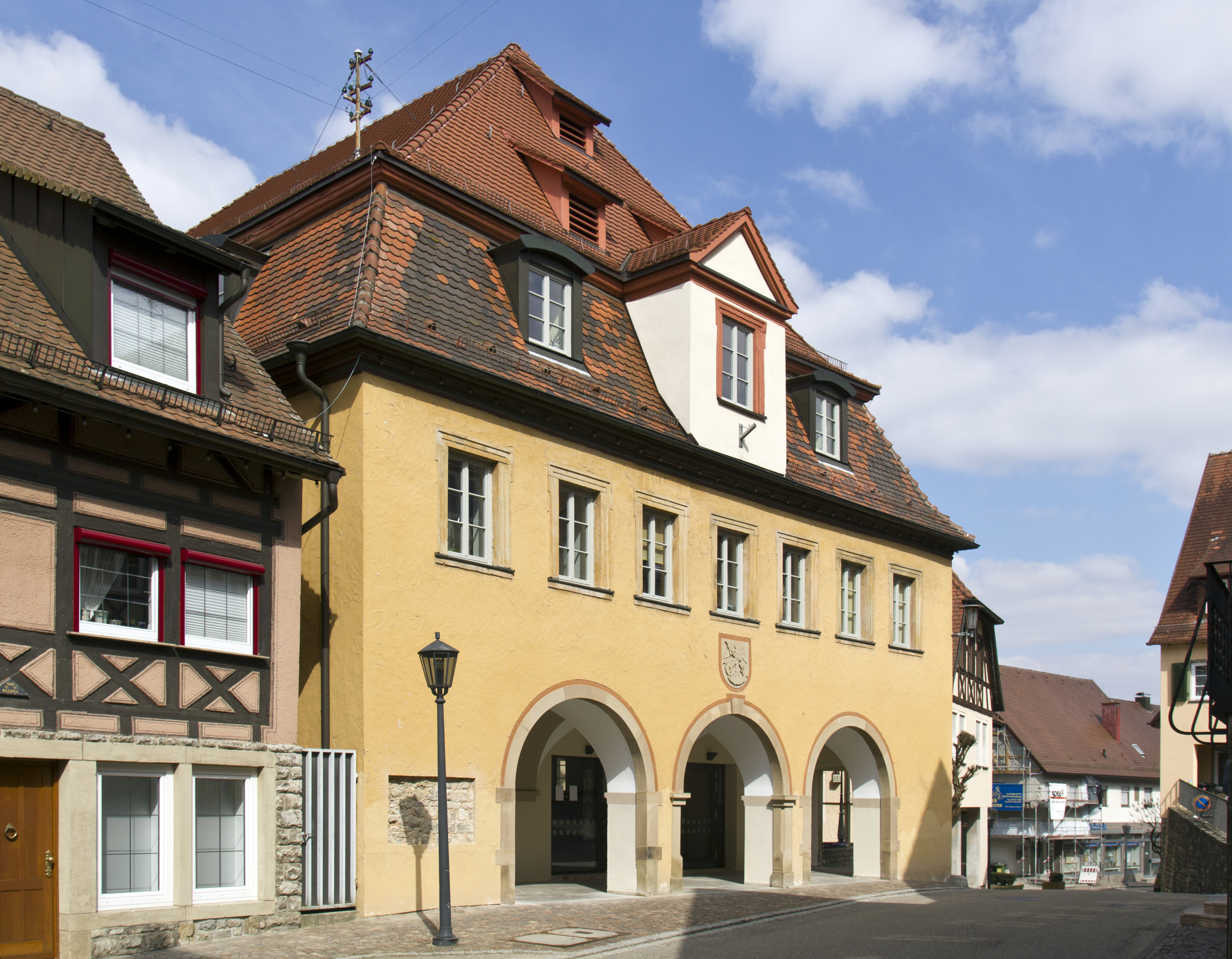
A forchtenbergi ház, amiben a Scholl család 1920 és 1930 között lakott

Sophie Scholl testvéreivel, Inge (1917–1998), Hans (1918–1943), Elisabeth (1920–2020) és Werner (1922–1944) nőtt fel. Magdalena Müller nővér és Robert Scholl politikus voltak a szüleik. 1930-ig  Forchtenbergben, 1930 és1932 között Ludwigsburgban és 1932-től Ulm-ban éltek.
Sophie Scholl, ugyanúgy mint két és fél évvel idősebb bátyja, Hans Scholl, eleinte hitt a nemzetiszocialista közösségképben és belépett a Német Leányszövetségbe (Bund Deutscher Mädel – BDM), amely a Hitlerjugend megfelelője volt lányok számára. Bátorságpróbákat szervezett, hogy magát és másokat is a legjobb eredményekre kényszerítse. Az 1936-ban megrendezett birodalmi pártgyűlés után bátyjával együtt beléptek az '”1929. november 1. Német Ifjúsága Mozgalom”' szervezetébe (Deutsche Jungenschaft vom 1.11.1929 –  dj.1.11), amely a Nemzetiszocialista Német Munkáspárttól független csoportosulás volt, és így 1933 után már illegális szervezetként működött. A két háború között működő ifjúsági csoportok szerepét a Hitlerjugend vette át így a mozgalmak vagy feloszlottak és a tagok beléptek az új szövetségbe vagy illegálisan, titokban működtek tovább. 1937 őszén a testvéreket egy órára le is tartóztatták, mert a legidősebb Hans folytatta az „Ifjúsági Szövetség” (Bündische Jugend) szervezetében a munkát.
Ugyancsak 1937-ben ismerkedett meg Sophie Scholl Fritz Hartnagellel, egy helyi kisvállalkozó nála négy évvel idősebb fiával, egy táncos rendezvényen. A fiatalember katonatiszti kiképzése miatt csak levél útján tudták a kapcsolatukat ápolni. A második világháború kitörése előtt röviddel Németország északi részén együtt nyaraltak, amikor pedig a már kiképzőtisztként szolgáló Hartnagel Weimarban látta el feladatát, akkor néhány hétig együtt éltek.
1940-ben Sophie Scholl evangélikus óvónői tanulmányokba kezdett, amiket Emma Kretschmer vezetett. Mindezt abban a reményben tette, hogy a fiatalok számára kötelező munkaszolgálatot (Reichsarbeitsdienst – RAD) elkerülje, de ez tévedésnek bizonyult. A fél éves kötelező időt Krauchenwies-ben töltötte, ahol háborús kisegítő szolgálatra (Kriegshilfsdienst – KHD) kötelezték. Ez a nőknél általában irodai munkát jelentett a hadiipar és a közlekedés területén. Sophie Scholl 1941 tavaszán, a szolgálat alatt, olvasta Hippói Szent Ágoston egyházatya, filozófus műveit. Az olvasmány miatt kapott pár gúnyos megjegyzést a kolléganőitől. Ezek a szövegek megváltoztatták az életét. Tapasztalatai megerősítették a nemzetiszocialista rendszerrel szembeni ellenállását.
A bátyján keresztül, aki a müncheni Lajos–Miksa Egyetemen (Ludwig-Maximilians-Universität München – LMU) orvosnak tanult, sok egyetemistát megismert, akik a nemzetiszocialista uralommal szembeni ellenállását megerősítették. Noha a testvére, Hans, távol akarta tartani az ellenálló csoporttól, Sophie-nak sikerült csatlakoznia hozzájuk. Részt vett a Fehér rózsa diák ellenálló szervezet nyílt rendszerellenes kritikát tartalmazó röplapjainak készítésében és terjesztésében.
A Fehér Rózsa-csoport tagjai telefonfülkékben és parkoló autókon hagyták felhívásaikat. Egyetemi hallgatótársaik segítségével más városokba is eljuttatták azokat. Scholl először 1943 januárjában vett részt röplapok terjesztésében.A Kölnben, Stuttgartban, Berlinben és Bécsben is megjelenő röplapok nagy feltűnést keltettek és intenzív nyomozás kezdődött a szerzők kiléte után. Februárban a Gestapo müncheni diákság köreiben sejtette a röplapok íróit. 1943. februárjának közepén megjelent a Fehér rózsa hatodik röplapja, ami a nemzetiszocialista kormány bukását és egy új szellemű Európa alapítását sürgette. Helmuth James Graf von Moltke segítségével a röplap Nagy-Britanniába került, ahol 1943 őszén kinyomtatták és brit repülőgépek fedélzetéről szórták azokat Németországban. A röplap szövegét a BBC rádió is terjesztette.

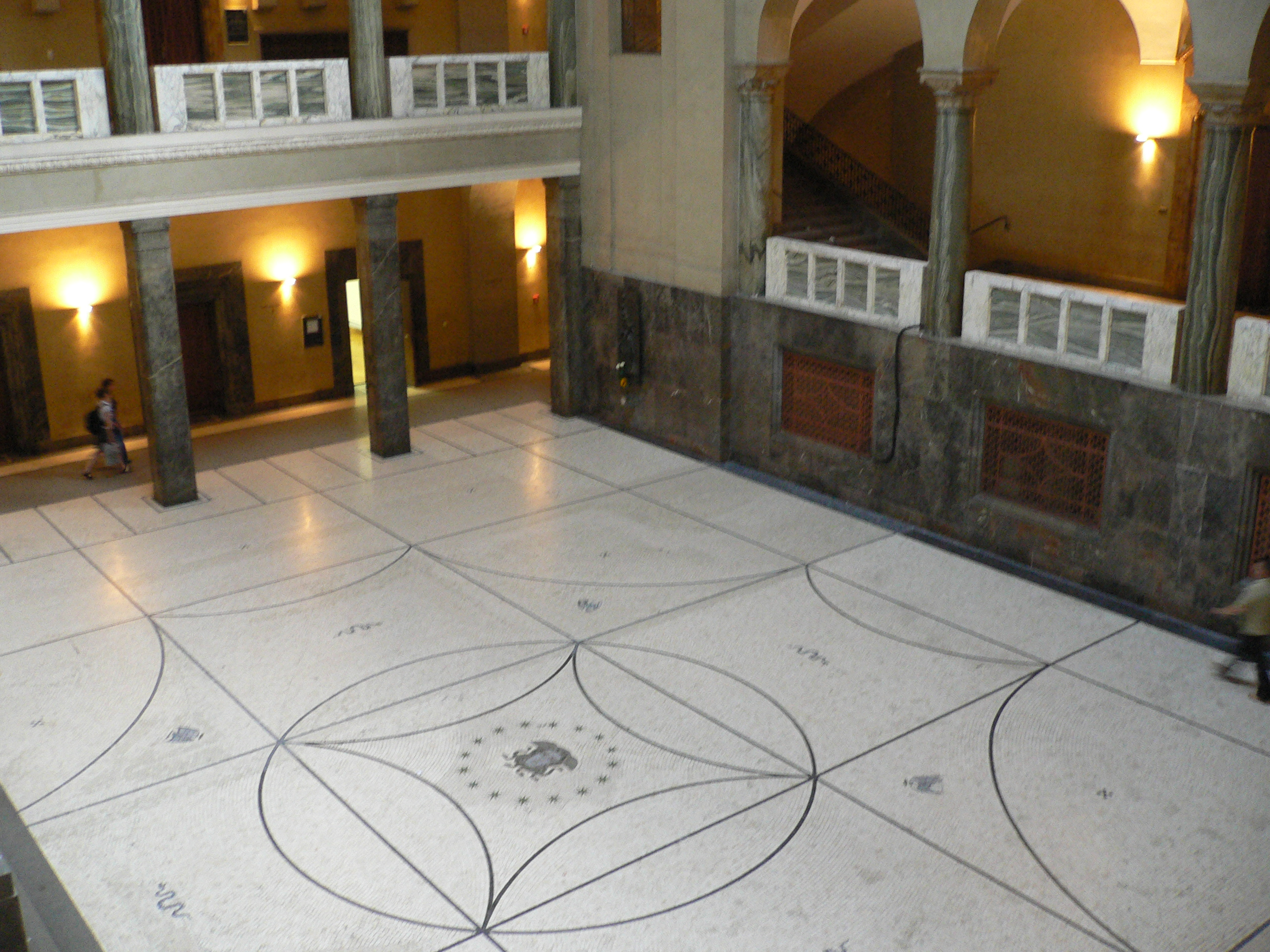
A müncheni Lajos–Miksa Egyetem aulája, 2005

1943. február 18-án Sophie Scholl és testvére szórólap akcióban vett részt a müncheni egyetemen, ahol körülbelül 1700 röplapot osztottak szét. Az épület gondnoka, Jakob Schmid SA tag, 11 óra körül felfedezte tettüket és a rektori hivatalba vitte őket. Az egyetem rektora, Walter Wüst professzor, és Ernst Haeffner az egyetem jogtanácsosa több órai kihallgatás után átadta őket a Gestapónak.
A Brienner Stasse egyik épületében, a Wittelsbacher Palais-ban lévő Müncheni Gestapo Központba szállították a testvéreket, ahol Robert Mohr hadnagy hallgatta ki őket február 18-tól 20-ig. Ahogy a Gestapo kihallgatási jegyzőkönyvéből kiderül Sophie Scholl makacsul próbálta barátait védeni, saját magát és Hans testvérét állítva be főszervezőknek.

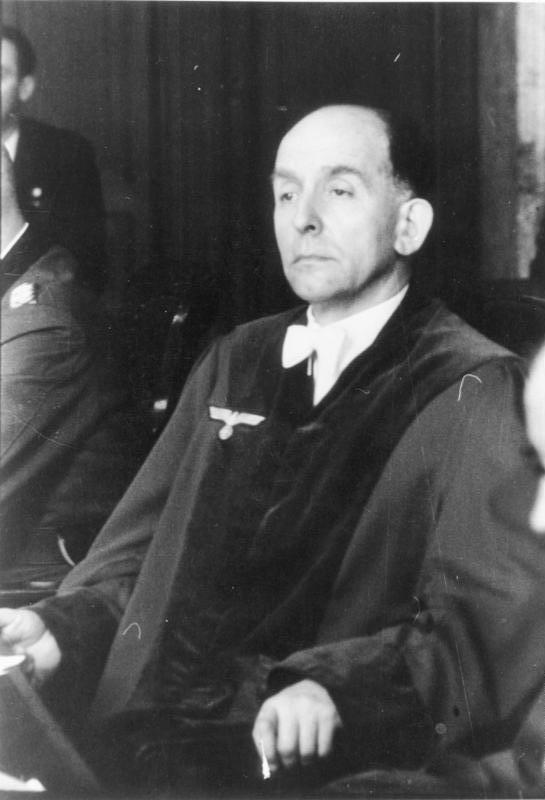
Roland Freisler, 1944

Elfogásuk után 4 nappal, 1943. február 22-én Münchenben népbíróság, ami a Berlinből érkezett Roland Freisler bírónak, a Népbíróság elnökének, vezetésével ült össze, halálra ítélte őket „hazaáruló tevékenység pártolásáért”, „hazaárulás előkészítéséért” és a „véderő bomlasztásáért”. Még aznap 17 óra körül a München-Stadelheim börtönben, Walter Roemer a Müncheni Tartományi Bíróság vezetőjének felügyeletével, Sophie Schollt és testvérét, Hans Schollt, valamint a február 20-án letartóztatott Christoph Probst nevű társukat, Johann Reichart hóhér guillotine-nal lefejezte. 

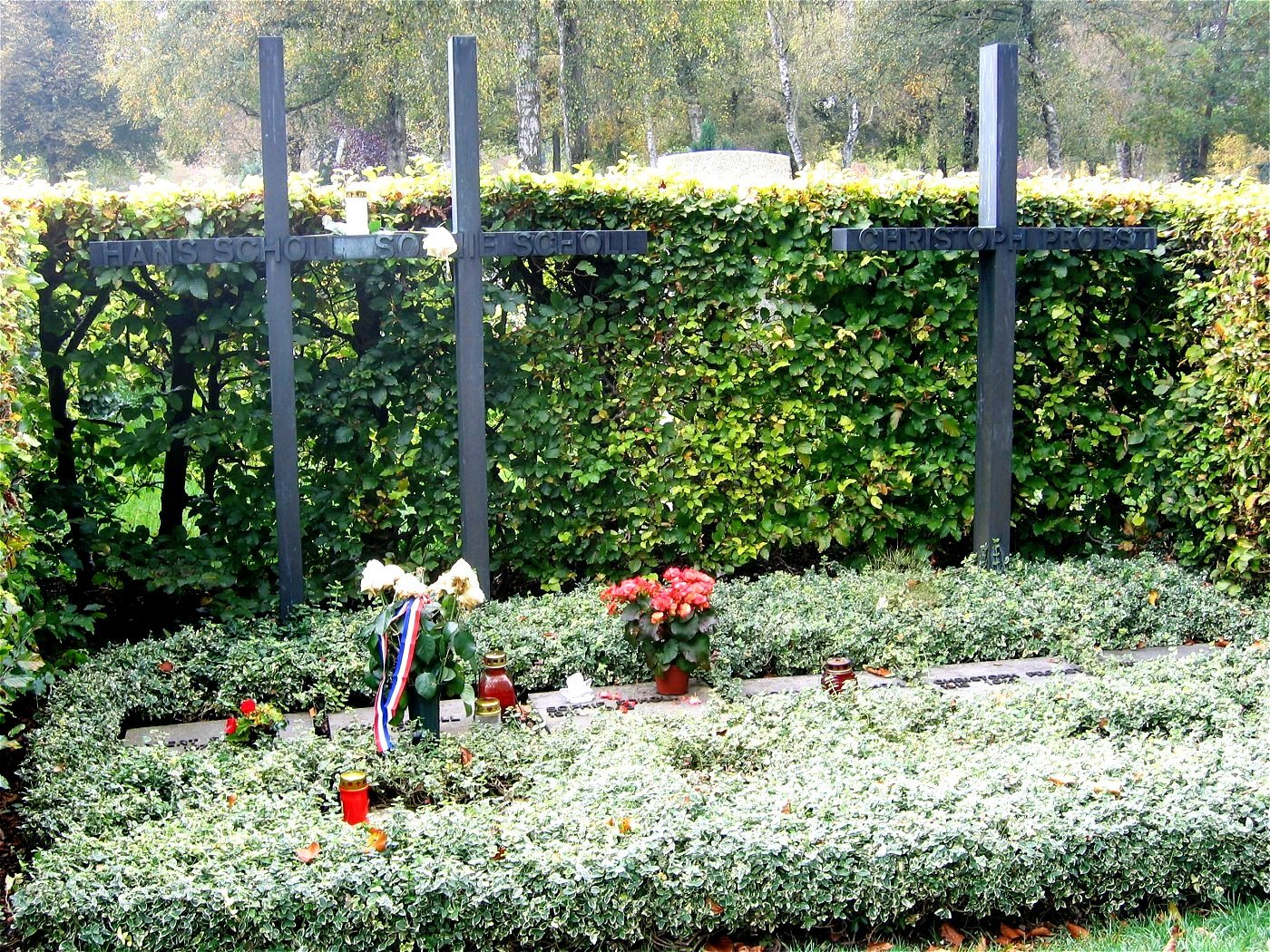
Hans Scholl, Sophie Scholl és Christoph Probst sírja

Sophie és Hans Scholl valamint Christoph Probst sírja Stadelheimi Büntetésvégrehajtási Intézet melletti Perlacher Forst temetőben található. (A sír száma: 73-1-18/19.)

## Fordítás
- Ez a szócikk részben vagy egészben  a   Sophie Scholl című német Wikipédia-szócikk ezen változatának fordításán alapul.  Az eredeti cikk szerkesztőit annak laptörténete sorolja fel. Ez a jelzés csupán a megfogalmazás eredetét és a szerzői jogokat jelzi, nem szolgál a cikkben szereplő információk forrásmegjelöléseként.